# Ilse Huizinga
Ilse Huizinga (ook Ilsa) (Beverwijk, 15 oktober 1966) is een Nederlandse jazz-zangeres.

## Biografie
Huizinga groeide op in Nijmegen. Haar interesse in muziek werd al op zesjarige leeftijd gewekt toen het gezin een oude piano cadeau kreeg. Vervolgens werd ze een groot bewonderaarster van oude opnames van Ella Fitzgerald, Billie Holiday en Abbey Lincoln. Haar enthousiasme groeide verder toen ze een optreden van de zangeres Betty Carter bijwoonde op het North Sea Jazz Festival. Op zeventienjarige leeftijd nam ze haar eerste zangles. Later studeerde ze bij John de Mol en Gertjan Arentsen in Amsterdam.
Als studente nam Huizinga regelmatig deel aan open podiumavonden in de Amsterdamse jazzclub Casablanca. Tevens zong ze in diverse pop- en funkbands. Muziek speelde echter een ondergeschikte rol totdat ze een jaar in Australië doorbracht en haar bul in bestuurskunde aan de Universiteit van Amsterdam in ontvangst mocht nemen. Vervolgens studeerde ze aan het Conservatorium van Amsterdam bij Sylvi Lane. Ze nam deel aan workshops van onder andere Dianne Reeves en Margriet Eshuijs en deelde het podium met Denise Jannah en Pia Beck. Daarnaast trad ze op in Spanje, Turkije, Zwitserland en Frankrijk en met enige regelmaat in het Verenigd Koninkrijk. In eigen land won ze het Schiedams Jazzconcours. Huizinga vertegenwoordigde Nederland op het internationale jazzconcours in Vienne (Frankrijk).
De in eigen beheer geproduceerde debuut cd Out of a Dream (1997) werd door de KLM geselecteerd voor het entertainmentprogramma voor trans-Atlantische vluchten. Voor haar tweede cd Voices Within (1998) zong ze op aanraden van bassist Ruud Jacobs zelf alle meerstemmige partijen in. Haar derde album The Sweetest Sounds (2001) was geheel gewijd aan de composities van de Amerikaan Richard Rodgers. Huizinga wordt erop begeleid door onder meer de tenorsaxofonist Ferdinand Povel, de sopraansaxofonist Enno Spaanderman, bassist Sven Schuster en drummer Steve Altenberg in arrangementen van de hand van Erik van der Luijt. Het album werd door publiek en vakpers enthousiast ontvangen en leidde tot Huizinga's eerste nominatie voor de prestigieuze Edison. Tevens werd The Sweetest Sounds uitgeroepen tot cd van de Week op AVRO radio.
Na een informeel debuut in de beroemde Londense jazzclub Ronnie Scott's, trad ze tevens onder meer op in het Amsterdamse Concertgebouw, Christofori en de Bijlmerbajes.
Ook andere opnames met selecties van bekende klassiekers uit het Amerikaanse jazz en musicalrepertoire op het Nederlandse platenlabel Challenge/Daybreak werden door de vakpers met lof ontvangen. Op de albums Easy to Idolize en Beyond Broadway wordt Huizinga begeleid door de top van de Nederlandse jazzmuziek.
In 2006 tekende Ilse Huizinga een contract met Foreign Media Music voor de wereldwijde distributie van het dubbelalbum Intimate Jazz Sessions op hun Brilliant Jazz platenlabel. De dubbel-cd bestaat uit 23 nummers met pianobegeleiding door Erik van der Luijt op Intimate Jazz Sessions plus een bonus-cd Intimate Club Sessions waarop Huizinga wordt begeleid in 15 nummers door een trio bestaand uit Erik van der Luijt op piano, Branko Teuwen op contrabas en Victor de Boo op percussie. Tevens werd een aparte overeenkomst gesloten voor distributie van Intimate Club Sessions als een enkelvoudige cd in de Japanse platenmarkt.
In september 2006 verscheen Ilses vertolking van Georgia On My Mind van de cd Intimate Jazz Sessions op het verzamelalbum ‘Aangenaam Jazz 2006’. Op deze jaarlijks uitgebrachte cd wordt het beste van de Nederlandse en buitenlandse jazz gepromoot. Naast Ilse Huizinga maakten onder meer Jamie Cullum, Toots Thielemans en Lizz Wright deel uit van de selectie voor 2006.

### Reviews
Op een enkel kritisch geluid na zijn de kritieken over Ilse Huizinga zeer lovend. Enkele citaten:
- "Verbijsterend... Ilse Huizinga is een absoluut uitzonderlijk jazztalent." (Willem Duys)
- "De vijfstemmige introductie van Almost Like Being In Love is vergelijkbaar met de allerbeste close harmony sinds de legendarische Singers Unlimited, die met dezelfde techniek in de 70'er jaren furore maakten," (Imme Schade van Westrum)
- "een van de sterkste jonge Nederlandse jazzzangeressen". (Trouw)
- "Intimate Jazz Sessions is echter, laten we wel wezen, geen hippe of vernieuwende plaat. Maar Ilse Huizinga zingt wel eerlijk en loepzuiver. " (Revu.nl)

## Actrice
Recentelijk legde Ilse zich ook toe op acteren; zo trad ze op in de succesvolle televisieserie Gooische Vrouwen en acteerde ze in Goede tijden, slechte tijden.

## Stijl
Haar stemgeluid wordt door kenners omschreven als "warm en sexy" (Imme Schade-van Westrum), "helder en loepzuiver", "een stem waarvan andere zangeressen slechts kunnen dromen: vol, helder en gevoelig." (Nouveau). Haar klassieke zangtraining klinkt door in "onvervalste coloratuur, in This Can't Be Love weet ze hele toonladders in een enkele lettergreep te smokkelen - mooi ook dat de geslepen tekst intussen niets te kort komt." (De Volkskrant). Ook haar lef, innovatie en intelligente repertoirekeuze werden door de vakpers geprezen.
In interviews heeft Huizinga aangegeven dat de dood van haar vader en de traumatische voortijdige geboorte van haar eerste kind grote invloed hebben gehad op haar werk. "Daardoor ben ik totaal anders tegen het leven gaan aankijken. Alles wordt opeens zo relatief. Ik was vroeger een enorme techniekfreak en sindsdien ben ik lang niet meer zo perfectionistisch, niet meer alleen gericht op "mooi" zingen. Het gevoel, de emoties overbrengen is veel belangrijker geworden."

## Samenwerking met andere jazzmuzikanten
Ilses voornaamste artistieke partner is haar echtgenoot, de pianist, componist, producent en arrangeur Erik van der Luijt. Samen maakten zij tot op heden acht cd's en zij treden zeer regelmatig samen op in binnen- en buitenland. Tevens werkt Huizinga regelmatig samen met de contrabassist Sven Schuster, saxofonisten Ferdinand Povel en Simon Rigter, percussionisten Frits Landesbergen en Steve Altenberg, trompettist Jan van Duikeren en de legendarische bassist Ruud Jacobs.

## Media
Ilse Huizinga is regelmatig te beluisteren op Nederlandse radio en televisie, alsmede op de BBC, Jazz Radio Berlin, Swiss Radio Jazz en andere Europese zenders. Interviews en liveoptredens in radio- en televisieprogramma’s zoals Opium op AVRO Radio 1 en Dolce Vita op KRO Nederland 1 alsmede interviews in talloze kranten en tijdschriften, zoals De Telegraaf, Het Algemeen Dagblad, NRC Handelsblad, Elsevier, Libelle, Viva, Cosmopolitan, Talkies en Jazz Nu, brachten haar onder de aandacht van een breed publiek.

## Privéleven
Ilse Huizinga verloor haar vader aan kanker toen zij 22 jaar oud was. Ze ontmoette de pianist, componist en arrangeur Erik van der Luijt toen hij op het laatste moment inviel voor een zieke collega voor een optreden in De Heeren van Aemstel in Amsterdam. Het huwelijk werd voltrokken in Leiden in 1998. Hun dochter werd tien weken te vroeg geboren op 1 april 2000, nadat Huizinga het slachtoffer werd van ernstige zwangerschapsvergiftiging.

## Discografie
- Out of a Dream (eigen beheer, 1997) Beispiel - Track 03ⓘ (ogg vorbis sound file)

- Voices Within (eigen beheer, 1999)
- Erik van der Luijt - En Blanc Et Noir 2 (Challenge / Daybreak, 1999)
- The Sweetest Sounds - Ilse Huizinga Sings the Music of Richard Rodgers (Challenge / Daybreak, 2001)
- Easy to Idolize (Challenge / Daybreak, 2003)
- Beyond Broadway (Maxanter Records, 2005)
- The Club Sessions (uitsluitend verkrijgbaar in Japan, 2006)
- The Intimate Sessions - Volume 1 (Brilliant Jazz / Foreign Media Music, 2006)
- Aangenaam Jazz 2006 (verzamelalbum, Stichting Entertainment Retail Promotion, 2006)
- Do It Again (The Music Of George Gershwin,SENA, 2022)

## Onderscheidingen
- Schiedam Jazz Award
- Edison, Nominatie (2001)

## Geluidsfragmenten
- Download sample You Stepped Out Of A Dream (Herbert Brown/Kahn), van de cd Out of a Dream uit 1997
- Almost Like Being In Love (Lerner/Loewe), van de cd Voices Within uit 1999
- Download geluidsfragment van de cd Beyond Broadway uit 2005